# Jorge Martínez Boero
Jorge Andrés Martinez Boero (San Carlos de Bolívar, 3 de julho de 1973 - Mar do Prata, 1 de janeiro, 2012) foi um piloto de motocicleta argentino filho do piloto de corrida Jorge Martínez Boero.
Sofreu um acidente enquanto disputava o Rali Dakar de 2012, no quilômetro 55 da primeira etapa especial entre Mar do Prata e Santa Rosa após um declínio acentuado onde caiu e sofreu um trauma torácico. Ele morreu durante o transporte por helicóptero.